# Alvhemmen

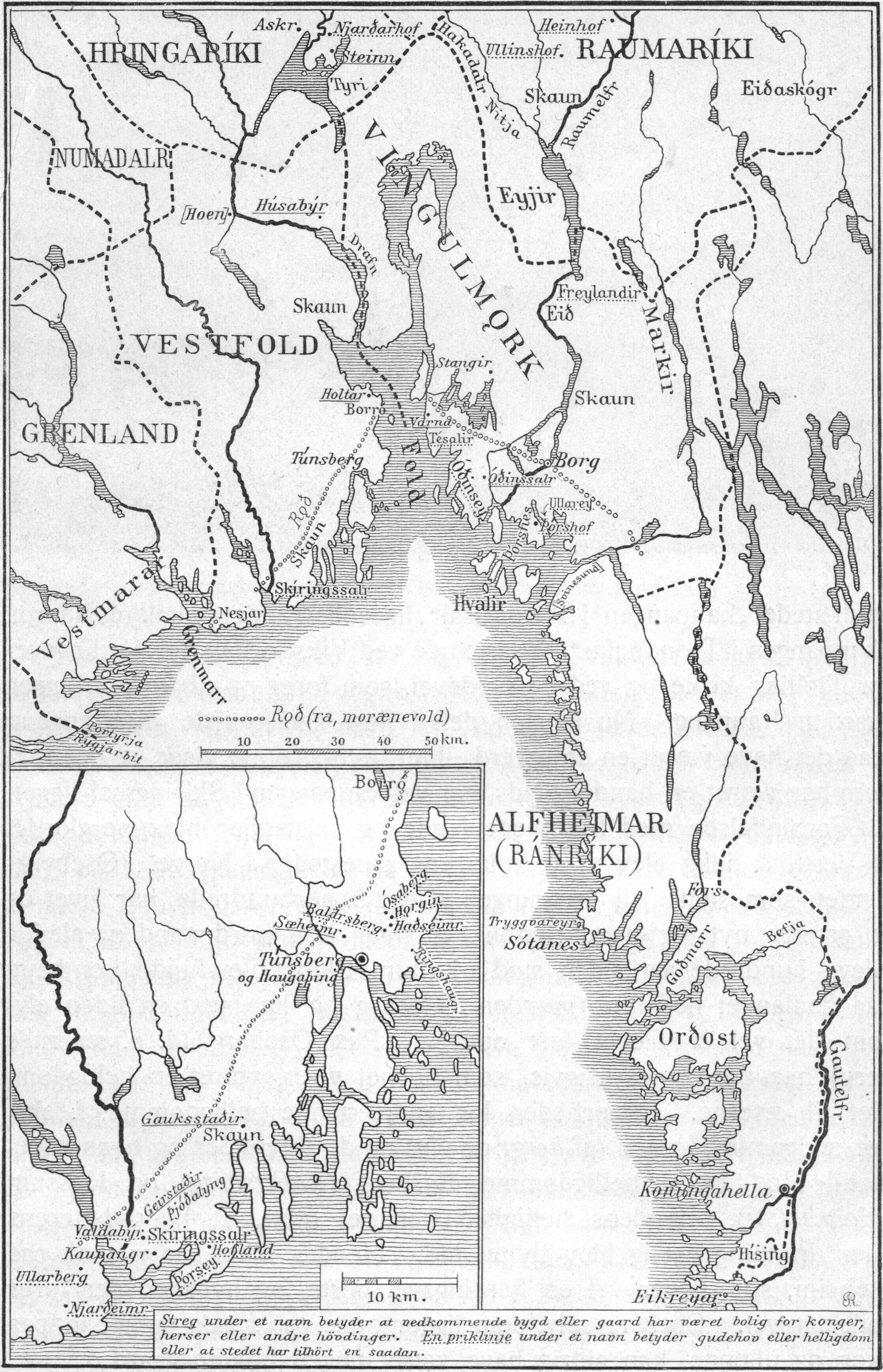
Alfheimar till höger i bild.

Alvhemmen (fornvästnordiska Alfheimar), är ett namn från de isländska sagorna på nuvarande Sveriges västkust och Norges sydvästkust mot Skagerrak.
Namnet förekommer i islänningasagan "Hversu Noregr byggðist" (Hur Norge byggdes) som återfinns i Flateyjarbók (Flatöboken), en handskrift från 1300-talet. Förutom i "Ynglingatal" i Snorre Sturlassons "Heimskringla" från 1230-talet, förekommer det också i fornaldarsagorna "Hervarar saga ok Heiðreks konungs" (Hervararsagan),  nedskriven på 1400-talet, och "Þorsteins saga Víkingssonar" (Torsten Vikingssons saga) från 1200-talet.
Alfheimar beskrivs som landet mellan de båda älvarna Raumelfr (Glomma) och Gautelfr (Göta älv), vilket motsvaras av Bohuslän och Østfold söder om Fredrikstad/Sarpsborg.